# Sikhizm

Khanda – symbol sikhizmu

Sikhizm (pendż. ਸਿੱਖੀ) – religia powstała w XV wieku w Indiach w prowincji Pendżab. Jej założycielem był Guru Nanak. W 2022 roku na świecie było ok. 27 milionów wyznawców tej religii (sikhów) – żyją oni głównie w indyjskim Pendżabie, ale posiadają także liczną kilkumilionową diasporę rozsianą po krajach dawnego Imperium Brytyjskiego i w USA (tu stosunkowo liczni są również zachodni konwertyci na sikhizm – często w bardzo nieortodoksyjnej formie). Najważniejszym miejscem kultu jest Złota Świątynia w Amritsarze, w której przechowywany jest oryginał świętej księgi sikhów zwanej Sri Guru Granth Sahib.

## Wierzenia

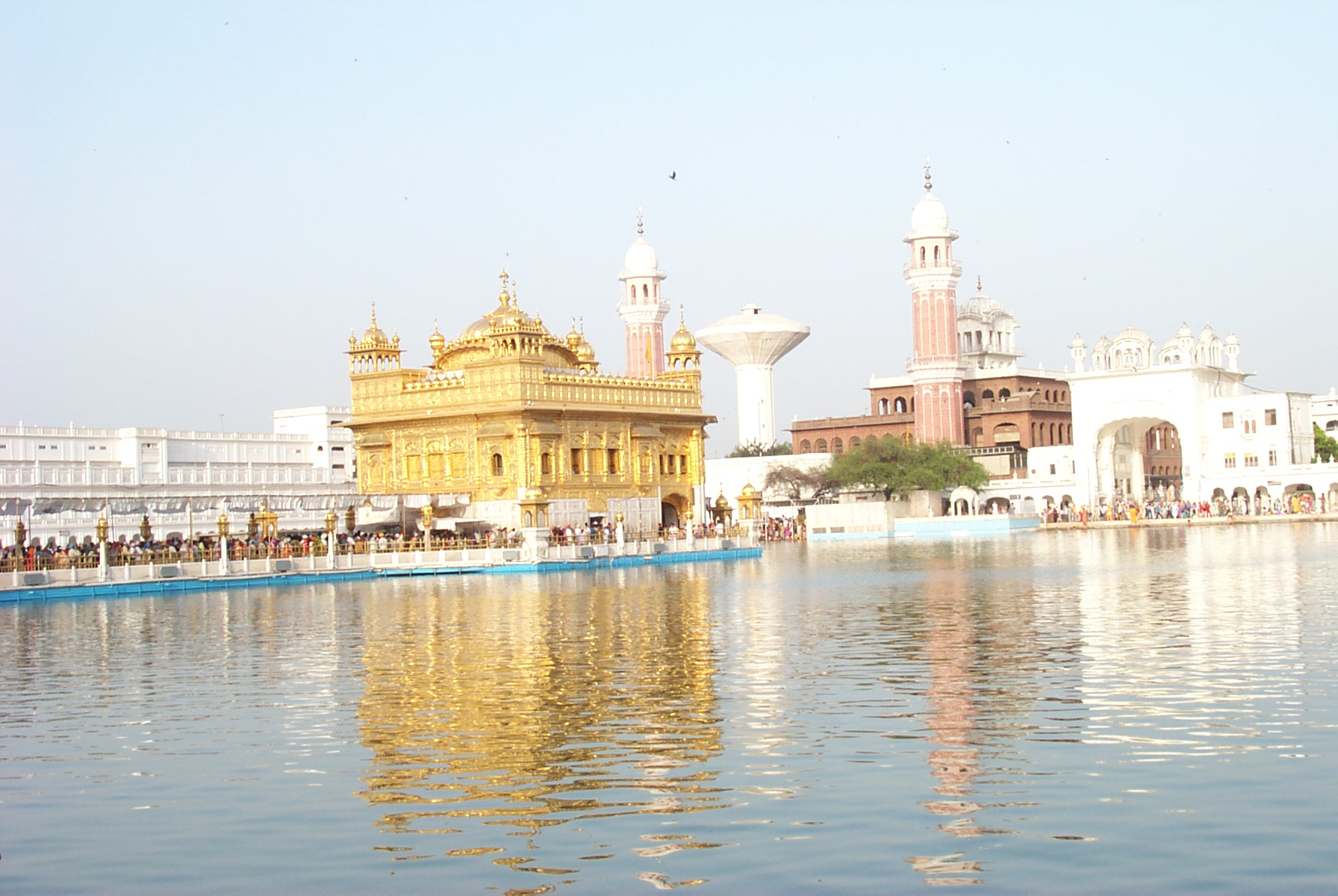
Złota Świątynia Sikhów w Amritsarze

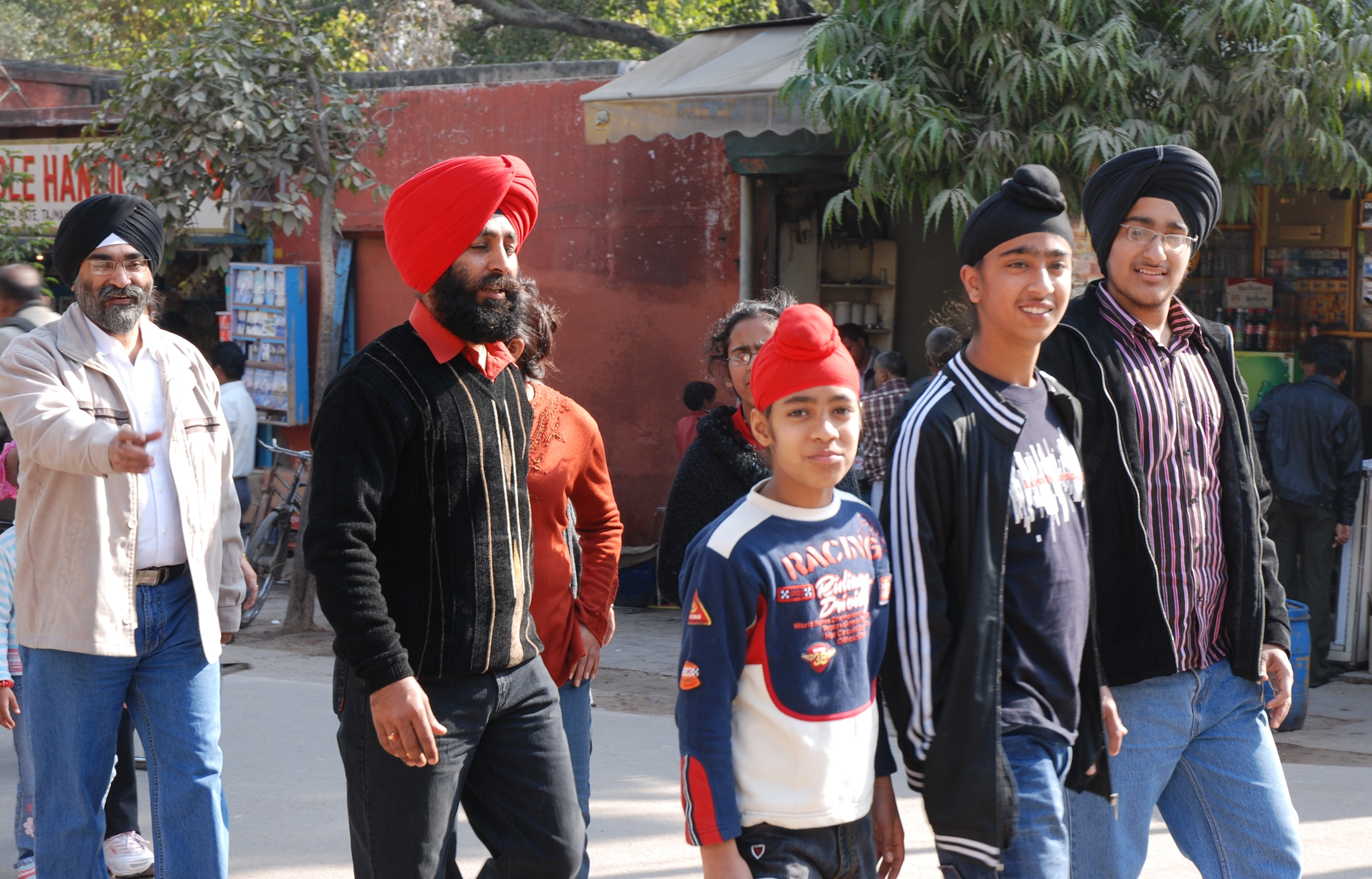
Rodzina sikhijska

Religia ta jest przeciwna wojnom o podłożu wyznaniowym. Nie chce dzielić ludzi na muzułmanów, hinduistów, chrześcijan itp. Uważa, że Boga można czcić, nazywając go Allahem, Jahwe, Kryszną czy też inaczej.
Sikhizm jest częściowo syntezą elementów islamu i hinduizmu (zob. synkretyzm religijny). Z islamu pochodzi obraz Boga jako nieposiadającego wizerunku ani wcieleń, mającego natomiast „miliony imion”. Z hinduizmu wywodzą się praktyki medytacyjne, wiara w możliwość uzyskania bezpośredniej łączności z Bogiem poprzez medytację prowadzącą do oświecenia, wiara w reinkarnację i wreszcie wiele innych, zewnętrznych przejawów kultu.
Centralnym punktem tej religii jest kult pierwszych dziesięciu guru (choć nie wszyscy uznają kilku ostatnich, są też tacy, którzy nie czczą żadnego guru), z których według wierzeń każdy był kolejnym wcieleniem Guru Nanaka i miał bezpośredni kontakt z Bogiem. Przekazali oni boskie objawienie na piśmie w formie Pani Księgi, którą każdy z nich uzupełniał o kolejny rozdział. Ostatni, dziesiąty Guru Gobind Singh uznał, że dzieło pisania Księgi jest ukończone i ustanowił ją „ostatnim, jedenastym Guru”. Według wierzeń Pani Księga jest obecnie guru sikhów w znaczeniu dosłownym. W momencie, gdy między wyznawcami dochodzi do sporu religijnego o kluczowym znaczeniu, otwiera się Panią Księgę na losowo wybranym cytacie, którego słowa rozstrzygają spór, tak jakby to mógł zrobić żywy guru. Pani Księga „udziela” też ślubów, jest obecna przy narodzinach i pogrzebach.
Sikhizm jest religią wymagającą od swoich wyznawców szczegółowego przestrzegania zasad moralności, diety i sposobu ubierania się. Ważnymi punktami etyki sikhizmu są: wymóg samodzielnego utrzymywania się z uczciwej pracy, wzajemnego wspierania się i służby dla całej społeczności oraz równości wszystkich wyznawców. Sikhizm nie posiada ścisłej liturgii, a aktywność religijna koncentruje się na czytaniu Pani Księgi – codziennym, osobistym (zwanym Sidharan Path), grupowym, odbywanym w domach modlitw (zwanym Gurdwara) i wreszcie uroczystym, nieprzerwanym, publicznym czytaniem całej Księgi „od deski do deski”, wykonywanym w każdej gminie sikhijskiej przynajmniej raz do roku (zwanym Akhand Path).
Mężczyźni, którzy wychowali już swoje dzieci i przeszli „godnie” przez aktywną część swojego życia, mają prawo uczestniczyć w sesjach medytacyjno-dyskusyjnych, zwanych Ketha, które dają im szansę osiągnięcia oświecenia.
Religia ta początkowo nie posiadała żadnej usystematyzowanej liturgii i zakazuje istnienia „etatowego kleru”. Wyznawcy są w stosunku do siebie absolutnie równi i od śmierci dziesiątego guru nikt nie posiada żadnych specjalnych prerogatyw religijnych, oprócz swojego osobistego autorytetu. Wszystkie funkcje religijne od prowadzenia gminnych Gurdwar po administrowanie najważniejszą świątynią w Amritsarze są wykonywane społecznie i nie wolno z tego tytułu osiągać korzyści materialnych.

## Sikhizm dzisiaj
Chociaż sikhizm ma licznych wyznawców w różnych rejonach świata, szczególnie w Ameryce Północnej czy Wielkiej Brytanii, to nadal w znaczącej mierze blisko związany jest z miejscem swoich narodzin, Pendżabem. W początkach XIX wieku pozycji sikhizmu w Indiach coraz mocniej zaczęły zagrażać tradycyjne hinduistyczne wierzenia. Pod koniec XIX wieku nasilająca się działalność hinduistów i chrześcijańskich misjonarzy w Pendżabie zmusiła sikhów do podjęcia zdecydowanych działań. Uznano również, że zbyt bliskie związki z hinduizmem zagrażają kulturze sikhijskiej i rozpoczęto starania o powrót do zasad „czystego” sikhizmu.
W 1947 roku doszło do podziału ojczyzny sikhów, Pendżabu. Obszary przyznane Pakistanowi opuściło ponad 2 mln sikhów. Około 80% nadal mieszka na tych terenach, jednak sikhowie zaczęli również postrzegać sikhizm jako religię światową. Wielu bowiem opuściło rodzinne strony i zamieszkało w Stanach Zjednoczonych. Sikhijska wspólnota w USA liczy ponad 350 tysięcy osób. W poszukiwaniu pracy wielu z nich wyemigrowało także do Wielkiej Brytanii, zasiedlając głównie duże ośrodki miejskie. Ich znaczące wspólnoty można znaleźć w Londynie, Birmingham czy Leicester. Obecnie w Wielkiej Brytanii wyznawcy tej religii liczą około pół miliona osób.
Źródło:

## Guru sikhów i ich podstawowe zasługi
- Guru Nanak Czand 1469-1539 – założenie religii i wspólnoty sikhów
- Guru Lehna Agad 1539-1552 – wprowadzenie alfabetu gurmukhi
- Guru Amar Das 1552-1574 – likwidacja kast i poprawa statusu kobiet, rytuały
- Guru Ram Das 1574-1581 – założenie ośrodka kultu na Świętym Jeziorze, hymny
- Guru Ardżan 1581-1606 – budowa Złotej Świątyni, Adi Granth
- Guru Hargobind 1606-1644 - budowa świątyń w Pendżabie
- Har Rai 1644-1661 – upowszechnianie religii
- Guru Har Krishan 1661-1664 – symboliczne przywództwo w dzieciństwie
- Tegh Bahadur 1664-1675 – poezje, męczeństwo w Delhi
- Gobind Singh 1675-1708 – utworzenie w Anandpur Bractwa Czystych (Khalsa)

Przed swoją śmiercią Guru Gobind Singh ogłosił, że guru będzie odtąd księga Sri Guru Granth Sahib.
Nie wszystkie grupy sikhów uznają wszystkich (a w szczególności ostatnich) guru. Jedynym guru uznawanym przez wszystkie wyznania jest Guru Nanak. Dla części sikhów guru są zwykłymi przywódcami religijnymi.

## Recepcja w Polsce
W Polsce gurudwara (świątynia sikhów) znajduje się w Warszawie przy ulicy Na Skraju. Została założona przez Związek wyznaniowy Singh Saba Gurudwara w Rzeczpospolitej Polskiej.